# Sulfit de sodi
El sulfit de sodi (antigament sulfit sòdic) és un compost incolor, producte de la reacció de l'àcid sulfurós amb hidròxid de sodi. En aigua es dissol amb reacció lleugerament bàsica.
És lleugerament higroscòpic.
El sulfit de sodi s'oxida fàcilment per convertir-se en sulfat de sodi (Na₂SO₄). Per aquesta raó també decolora una dissolució àcida de permanganat de potassi:
2 KMnO₄ + 5 Na₂SO₃ + 3 H₂SO₄ → K₂SO₄ + 2 MnSO₄ + 5 Na₂SO₄ + 3 H₂O

## Dades fisicoquímiques
Fórmula: Na₂SO₃
Massa molecular: 126,06 g/mol
Es descompon per sota del punt de fusió: a 600 °C
Densitat: 2,63 g/ml
Núm. Cas: 7757-83-7 
Solubilitat en aigua: 12,54 g/100 ml (0 °C); 28,3 g/100 ml (80 °C)
LD50: 6400 mg/kg (rata); 820 mg/kg (ratolí)

## Aplicacions
El sulfit de sodi és producte de partida en diversos processos químics. Per exemple, s'utilitza conjuntament amb sofre elemental en l'obtenció del tiosulfat de sodi (sal de fixació).
També s'utilitza, aprofitant les seves propietats reductores, per protegir canonades o per eliminar el clor lliure.
Com a conservant i antioxidant, s'utilitza en la indústria alimentària (E221, declarat com diòxid de sofre). La concentració sol ser habitualment de 30 - 200 mg/kg d'aliment, tot i que en alguns fruits secs pot arribar als 2000 mg/kg.
També millora la qualitat dels productes en la indústria del cautxú i de la cel·lulosa i és un producte intermedi en la síntesi del ditionit de sodi.
En el laboratori s'utilitza la reacció del sulfit de sodi amb àcid per generar corrents de diòxid de sofre:
Na₂SO₃ + H₂SO₄ → Na₂SO₄ + H₂O + SO₂
Amb els aldehids reacciona sota formació d'àcids hidroxisulfònics, insolubles en dissolvents orgànics. Aquesta reacció s'aprofita en les operacions de neteja dels aldehids, ja que aquests s'alliberen altre cop quan s'acidula la dissolució.

## Toxicologia
La pols del sulfit de sodi irrita els pulmons. Ingerit en quantitats grans és nociu. Especialment en persones sensibles, provoca mal de cap i també basques, i pot irritar el sistema intestinal. La presència del sulfit de sodi en els aliments pot reduir el contingut d'algunes vitamines, com ara les vitamines B i l'àcid fòlic.